# Maladkal, Devadurga
Maladkal là một làng thuộc tehsil Devadurga, huyện Raichur, bang Karnataka, Ấn Độ.